# Ixcanul
Pour plus de détails, voir Fiche technique et Distribution.
Ixcanul (aussi Ixcanul Volcano) est un film dramatique franco-guatémaltèque, écrit et réalisé par Jayro Bustamante, et sorti en 2015. Il introduit le spectateur dans le quotidien, puis dans le drame d'une famille de paysans ne parlant que le cakchiquel, et vivant hors du temps sur le flanc d'un volcan.
Le film reçoit l'Ours d'argent « prix Alfred-Bauer » au 65e festival international du film de Berlin (2015). Il est sélectionné comme entrée guatémaltèque dans la course à l'Oscar du meilleur film en langue étrangère 2016.

## Synopsis
Sur les pentes d'un volcan (ixcanul, en cakchiquel), une plantation de café emploie des paysans pauvres et sans terre pour des salaires misérables. Le contremaître Ignacio est le seul à parler espagnol. Les autres paysans ne connaissent que le kaqchikel, une langue maya.
Ignacio, veuf d'une trentaine d'années qui a trois enfants, veut épouser María, 17 ans, la fille de Manuel, un de ses employés de confiance. La famille de Manuel doit être chassée par le propriétaire, car le lopin qu'elle est chargée de cultiver, infesté de serpents, est inexploitable. Mais tout va s'arranger si María épouse le contremaître. Un repas de fiançailles est organisé au domicile de la jeune fille, parée pour la circonstance. Ignacio annonce qu'il doit s'absenter quelque temps. À son retour, il épousera María. 
Mais María ne s'intéresse qu'à un garçon de son âge, Pepe, prêt à céder au mirage nord-américain. La frontière mexicaine se trouve « derrière le volcan ». Pepe veut traverser à pied un désert, à la nage deux fleuves, remonter tout le Mexique pour aller tenter sa chance aux États-Unis. Un soir de beuverie masculine, María s'offre à lui dans l'espoir qu'il l'emmène.
Le garçon part sans la prévenir. María reste donc sur la plantation, partageant les travaux quotidiens de la famille. Au bain, sa mère découvre sa grossesse. Elle la pousse à avorter. Mais aucune offrande au volcan, aucune technique féminine d'avortement ne donne de résultat. Le père finit par être informé. Cette grossesse est une catastrophe, car ni les rites traditionnels ni le poison importé des États-Unis n'ont réussi à venir  à bout des serpents. La trahison de la parole donnée à Ignacio signifie donc la perte d'emploi et de logement. Il ne reste plus qu'à partir, et à errer de ferme en ferme.
La tradition prétend que les femmes enceintes font fuir les serpents. María insiste pour tenter l'expérience. Durant la cérémonie, elle est mordue par un serpent. Les parents font l'impossible pour sauver leur fille enceinte. Ils la conduisent dans une brouette chez Ignacio, qui les emmène tous dans son véhicule à l'hôpital. María est sauvée, mais pas son enfant.
L'enfant est enterré religieusement dans la plantation. María se remet très difficilement de ces traumatismes. Angoissée, elle creuse la tombe, elle en sort le cercueil fourni par l'hôpital. Celui-ci ne contient qu'une brique. La famille porte plainte. Mais Ignacio, qui a déjà joué un rôle crapuleux à l'hôpital en tant qu'interprète, rend opaque la communication avec les policiers, qui ne parlent qu'espagnol. Pour eux, María est la première suspecte : elle a vendu son enfant, puisque, à l'hôpital, à demi consciente, guidée par la main de sa mère, elle a apposé l'empreinte de son doigt au bas d'un formulaire en espagnol dont Ignacio a caché la teneur. Les traductions d'Ignacio restant mensongères, les trois membres de la famille ne comprennent rien à ce que disent les policiers, qui eux-mêmes n'entendent pas leur pathétique prière : qu'on leur restitue leur enfant.
Quelque temps plus tard, Ignacio revient auprès du père de María, lui remet un peu d'argent. Puis, sa mère habille María pour la cérémonie…

## Analyse
Le récit est basé sur une histoire vraie. Médecin, la mère de Jayro Bustamante la découvre en vaccinant des populations dans les montagnes. « Les bébés volés, dit le réalisateur, ont été un phénomène fréquent au Guatemala jusqu'en 2008, date où on a changé la législation sur l'adoption. Jusque-là, le Guatemala était le premier pays exportateur de bébés… »
« Tragédie paysanne au-dessous du volcan », l'œuvre met en scène « avec réalisme, poésie et tout en simplicité puissante » de pauvres Guatémaltèques de l'ethnie cakchiquel, isolés hors du temps et ne comprenant pas un mot d'espagnol. Leur mode de vie, leurs vêtements restent dans la tradition maya, et l'imagerie catholique peine à imposer son vernis sur les croyances ancestrales.
Le drame terrible se situe au cœur de problèmes de réforme agraire, de minorité nationale, de minorité linguistique, de genre, de discrimination, d'égalité sociale,… Mais le film ne propose pas d'analyse, et encore moins de solution. Il montre la réalité, laissant le spectateur libre de l'interpréter.
Et, s'il est d'une grande précision ethnographique, il n'est pas un documentaire. Il fait vivre des humains attachants, aux prises avec leurs soucis et leurs sentiments — et notamment avec l'amour maternel : « Jamais, dit le réalisateur, nous n'avons pensé que nous faisions un film maya, nous n'étions pas en train de parler d'une ethnie, seulement d'une famille et d'humanité. »

## Fiche technique
- Titre original : Ixcanul
- Titre français : Ixcanul
- Réalisation : Jayro Bustamante
- Scénario : Jayro Bustamante
- Musique : Pascual Reyes

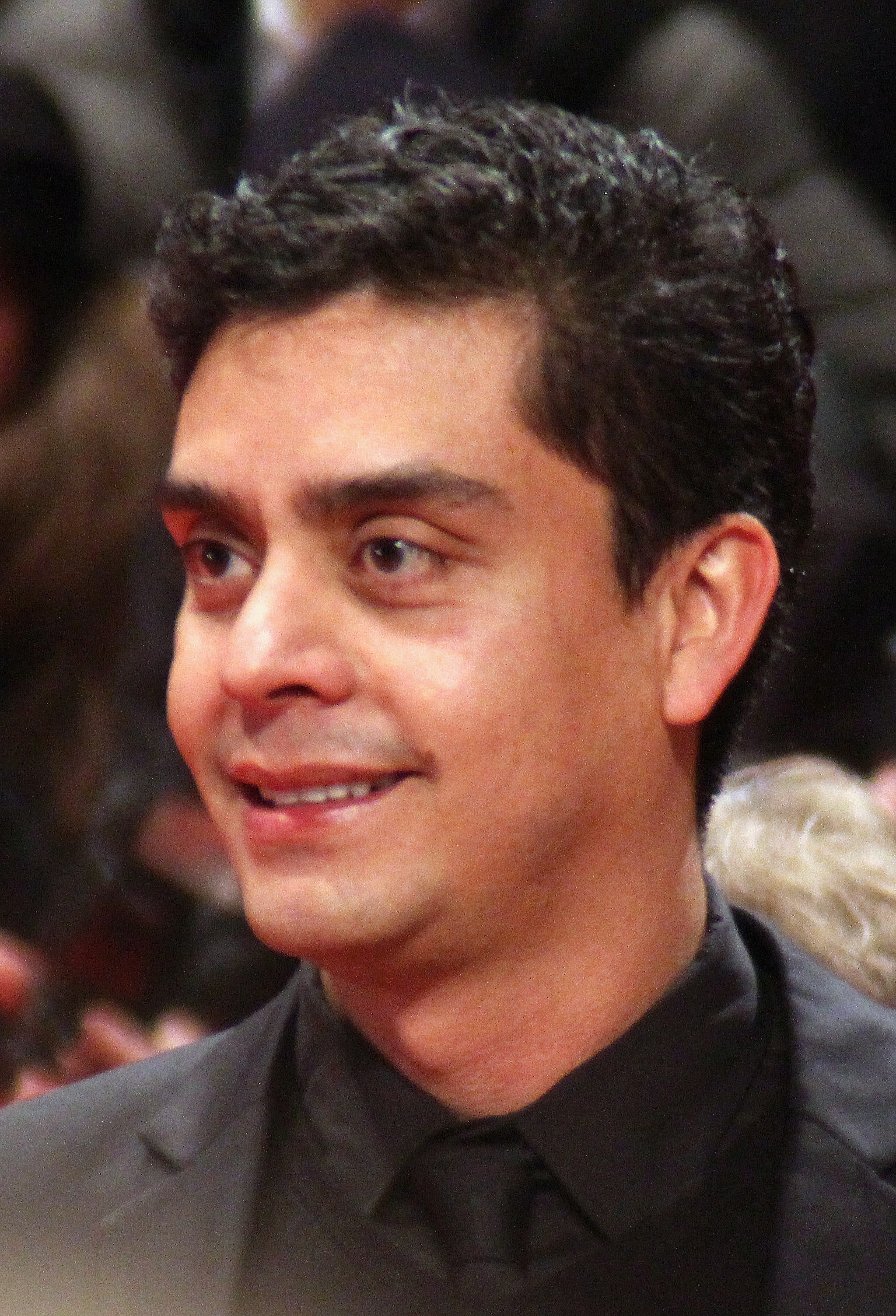
Le réalisateur Jayro Bustamante.

- Photographie : Luis Armando Arteaga[9]
- Montage : César Díaz
- Décors : Pilar Peredo
- Costumes : Sofia Lantan
- Son : Eduardo Cáceres
- Mixage : Julien Cloquet
- Maquillage : Aiko Satô
- Production : Jayro Bustamante, Inés Nofuentes (productrice exécutive), Marina Peralta, Pilar Peredo, Edgard Tenembaum[10]
- Sociétés de production : La Casa de Producción (Guatemala) et Tu Vas Voir Productions (France, coproducteur)[11]
- Sociétés de distribution : ARP Sélection (France), Espace Sarou (Japon), Kino Lorber (États-Unis, tous médias)[11]
- Pays d'origine : Guatemala, France
- Langue : cakchiquel, espagnol
- Format : couleur
- Genre : drame
- Durée : 100 minutes
- Sortie en salle
  -  Guatemala : 27 août 2015[12]
  -  Belgique : 25 novembre 2015[2]
  -  France : 25 novembre 2015[13]

## Distribution
Les comédiens sont amateurs. María Telón (la mère) et Marvin Coroy (Pepe) jouent dans une troupe de théâtre kaqchikel de Santa María de Jesús. Les autres acteurs sont recrutés sur une place de marché,.
- María Mercedes Coroy : María, la fille
- María Telón : Juana, la mère
- Manuel Antún : Manuel, le père
- Justo Lorenzo : Ignacio, le contremaître
- Marvin Coroy : Pepe, l'amant de María[10]
- Leo Antún : le guide spirituel
- Fernando Martinez : le policier

## Réalisation

### Lieux du tournage

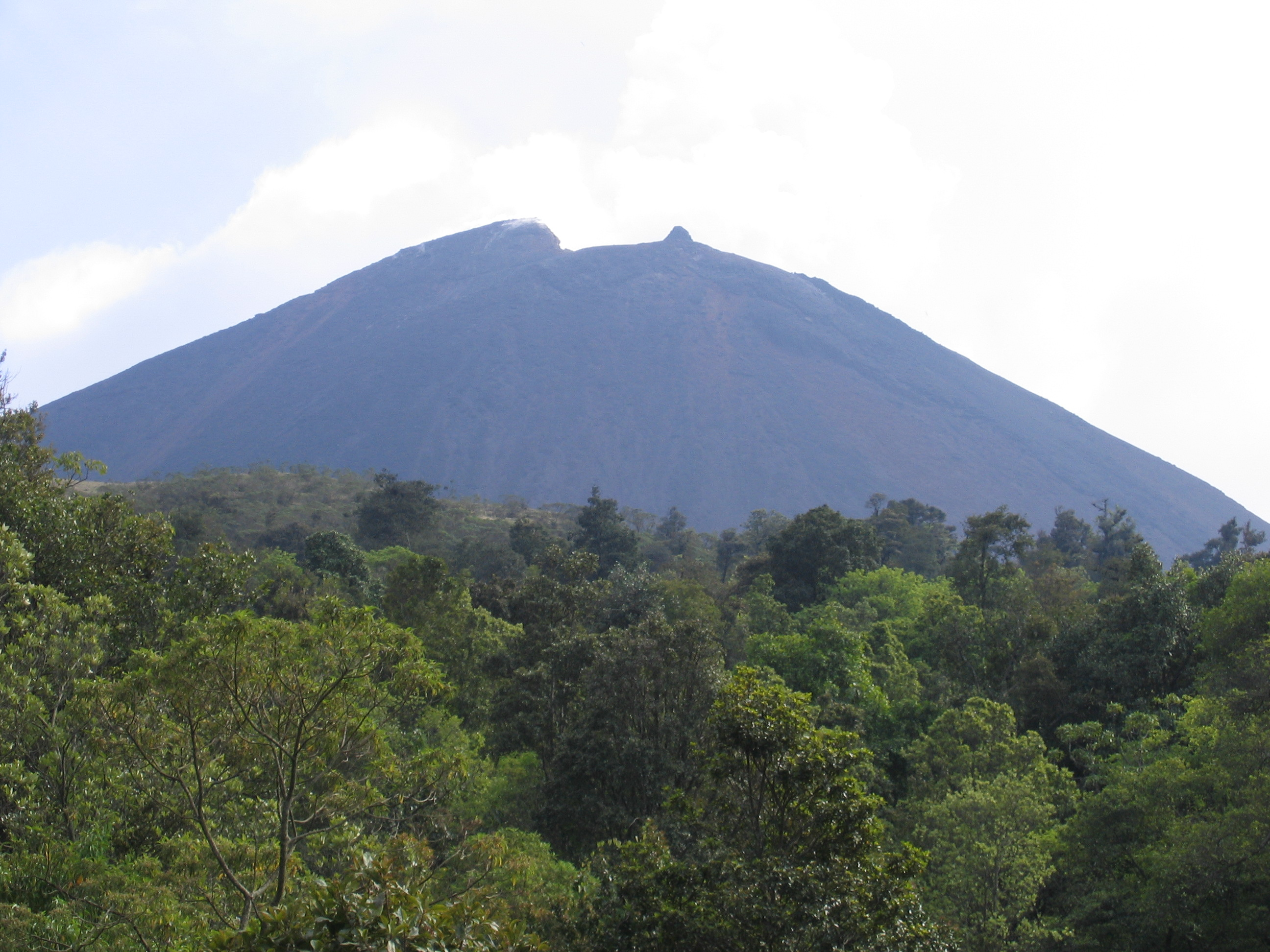
Le volcan Pacaya.

Le film est tourné dans le sud du Guatemala, sur le flanc du volcan Pacaya, près de la petite ville de San Vicente Pacaya.

## Accueil

### Critique
- critique-film.fr : « On est en droit de faire un peu la fine bouche face au début de Ixcanul qui s’apparente à un documentaire certes intéressant mais n’apportant rien de bien nouveau sur la condition des paysans amérindiens de l’Amérique centrale. Et puis, petit à petit, le film décolle, avec une part fictionnelle qui prend de plus en plus d’importance, tout en continuant de s’appuyer sur un fonds documentaire solide[7]. »
- lepasseurcritique.com : « Dans Ixcanul, les hommes sont faibles, avilis par le poison nommé alcool, manipulateurs, lâches ou démissionnaires. Sous les apparences, les femmes tiennent les rênes : la mère est forte, bienveillante et décisionnaire […], mais María, la nouvelle femme, veut davantage : choisir, disposer de son corps. Ixcanul est le portrait d’une génération charnière. Issue d’une ethnie laissée pour compte, laissée à son archaïsme, l’héroïne se cogne à des conflits trop grands pour elle […] Ixcanul s’achève au bout d’une heure trente avec le sentiment, rare, de laisser des personnages partir trop tôt[2]. »
- Le Monde : « Par-delà son propos éminemment politique, Ixcanul est un film d’une universalité bouleversante. Dans les deux plans serrés face caméra qui ouvrent et terminent le film, María nous observe, avec un regard fixe qui dit que nous vivons tous au-dessous du volcan[14]. »
- Le Monde : « Ce que l'on avait pris pour une élégie à la gloire d'une société menacée est en fait un épisode de l'histoire de la lutte féroce menée par les colonisateurs contre les occupants premiers de cette terre[5]. »
- La Vie : « L’histoire […] frappe par sa beauté sans artifice et claque comme une tragédie classique[15]. »

### En salle
Le cinéma du Guatemala est peu connu en France. Il n'existe que depuis le milieu des années 2000. Des œuvres de Julio Hernández Cordón et de Sergio Ramírez sont projetées dans des festivals, mais Ixcanul est le premier film guatémaltèque présenté dans les salles françaises.

## Distinctions
- Festival international du film de Flandre-Gand 2015 : Grand Prix du meilleur film et prix du Jeune Jury[18]
- Festival international du film de Berlin 2015 : Ours d'argent « prix Alfred-Bauer »[19]. Ce prix récompense le film le plus novateur — sur le plan de la forme ou du fond[7].
- Festival international du film de Guadalajara 2015 : prix du Meilleur Film[19]
- Festival international du film de Carthagène 2015 : prix du Meilleur Film[19]
- Festival Cinélatino de Toulouse 2015 : prix du Public et prix du meilleur premier film du Syndicat français de la critique de cinéma et des films de télévision[20]
- Festival international du cinéma de frontière (it) de Marzamemi 2015 : prix du Meilleur Film[21]
- Festival Films from the South (en) d'Oslo 2015 : prix du Jury du meilleur film[22]
- Festival du nouveau cinéma de Montréal 2015 : prix d'Interprétation féminine pour María Mercedes Coroy[23]
- Art Film Fest (en) de Teplice 2015 : Ange bleu du meilleur film, et Ange bleu de la meilleure actrice pour María Telón[24].
- Festival du film de Philadelphie 2015 : prix du Meilleur long métrage[25]
- Festival international du film de Kiev Molodist 2015 : prix du Meilleur long métrage[25]

Le film est choisi par le Guatemala pour le représenter dans la course à l'Oscar du meilleur film en langue étrangère 2016.